# Nuoto ai campionati mondiali di nuoto 2015 - Staffetta 4x100 metri stile libero mista
La staffetta 4x100 metri stile libero mista si è svolta l'8 agosto 2015 presso la Kazan Arena e vi hanno preso parte 112 atleti, raggruppati in 28 squadre nazionali. Le batterie si sono svolte nella sessione mattutina, la finale in quella serale.

## Medaglie
| Posizione | Nazione     | Atleti                                                                                                 |
| --------- | ----------- | --- |
| Oro       | Stati Uniti | Ryan Lochte Nathan Adrian Simone Manuel Missy Franklin Conor Dwyer* Margo Geer* Abbey Weitzeil*        |
| Argento   | Paesi Bassi | Sebastiaan Verschuren Joost Reijns Ranomi Kromowidjojo Femke Heemskerk Kyle Stolk* Marrit Steenbergen* |
| Bronzo    | Canada      | Santo Condorelli Yuri Kisil Sandrine Mainville Chantal van Landeghem Karl Krug* Victoria Poon*         |

* Atleti che hanno partecipato solo alle batterie

## Record
Prima della manifestazione il record del mondo e il record dei campionati erano i seguenti:
| Record mondiale | 3'23"29 | Australia | 1º febbraio 2014 Perth, Australia |

## Risultati

### Batterie
| Posizione | Batteria | Corsia | Nazione            | Atleti | Tempo   | Note |
| --------- | -------- | ------ | ------------------ | --- | ------- | ---- |
| 1         | 3        | 3      | Stati Uniti        | Conor Dwyer (49.47) Ryan Lochte (48.43) Margo Geer (53.12) Abbey Weitzeil (53.49)                          | 3:24.51 | Q    |
| 2         | 4        | 4      | Russia             | Andrey Grechin (49.21) Nikita Lobintsev (47.97) Veronika Popova (54.00) Nataliya Lovtsova (54.05)          | 3:25.23 | Q    |
| 3         | 3        | 5      | Italia             | Luca Dotto (49.30) Filippo Magnini (48.60) Federica Pellegrini (54.35) Erika Ferraioli (53.98)             | 3:26.23 | Q    |
| 4         | 3        | 4      | Svezia             | Christoffer Carlsen (49.78) Simon Sjödin (49.70) Michelle Coleman (53.35) Louise Hansson (53.77)           | 3:26.60 | Q    |
| 5         | 3        | 0      | Paesi Bassi        | Sebastiaan Verschuren (49.49) Kyle Stolk (49.44) Marrit Steenbergen (55.29) Femke Heemskerk (52.69)        | 3:26.91 | Q    |
| 6         | 2        | 7      | Cina               | Yu Hexin (49.82) Lin Yongqing (49.29) Qiu Yuhan (53.87) Tang Yuting (54.73)                                | 3:27.71 | Q    |
| 7         | 2        | 4      | Canada             | Yuri Kisil (49.36) Karl Krug (49.20) Sandrine Mainville (54.22) Victoria Poon (54.97)                      | 3:27.75 | Q    |
| 7         | 2        | 5      | Brasile            | Matheus Santana (49.82) Marcelo Chierighini (48.43) Larissa Oliveira (54.89) Daynara de Paula (54.61)      | 3:27.75 | Q    |
| 9         | 4        | 2      | Francia            | Lorys Bourelly (49.94) Clément Mignon (48.20) Cloé Hache (55.33) Margaux Fabre (54.82)                     | 3:28.29 |      |
| 10        | 2        | 1      | Giappone           | Yūki Kobori (49.69) Naito Ehara (49.90) Rikako Ikee (54.31) Misaki Yamaguchi (54.64)                       | 3:28.54 |      |
| 11        | 3        | 8      | Germania           | Christoph Fildebrandt (49.08) Marco di Carli (48.93) Alexandra Wenk (55.03) Marlene Hüther (55.95)         | 3:28.99 |      |
| 12        | 3        | 2      | Turchia            | Doğa Çelik (50.30) Kemal Arda Gürdal (49.23) Ekaterina Avramova (56.21) Gizem Bozkurt (57.37)              | 3:33.11 |      |
| 13        | 4        | 7      | Singapore          | Yeo Kai Quan (51.43) Amanda Lim (57.68) Quah Ting Wen (56.08) Quah Zheng Wen (49.39)                       | 3:34.58 |      |
| 14        | 1        | 5      | Svizzera           | Lukas Räuftlin (51.25) Jean-Baptiste Febo (50.76) Noemi Girardet (56.70) Maria Ugolkova (56.01)            | 3:34.72 |      |
| 15        | 4        | 1      | Lussemburgo        | Julien Henx (50.99) Pit Brandenburger (50.85) Julie Meynen (55.51) Monique Olivier (57.84)                 | 3:35.19 |      |
| 16        | 2        | 2      | Serbia             | Andrej Barna (51.21) Uroš Nikolić (50.24) Miroslava Najdanovski (57.98) Anja Crevar (59.23)                | 3:38.66 |      |
| 17        | 4        | 6      | Sri Lanka          | Matthew Abeysinghe (51.47) Machiko Raheem (59.94) Cherantha de Silva (52.60) Kimiko Raheem (58.93)         | 3:42.94 |      |
| 18        | 4        | 8      | Rep. Dominicana    | Jhonny Peréz (52.85) Arianna Sanna (59.04) Dorian McMenemy (58.98) Jean Luis Gómez (52.98)                 | 3:43.85 |      |
| 19        | 1        | 4      | Costa Rica         | Marie Meza (59.09) Esteban Araya (54.55) Helena Moreno (1:00.10) Mario Montoya (52.42)                     | 3:46.16 |      |
| 20        | 4        | 5      | Bolivia            | Andrew Rutherfurd (52.37) Maria José Ribera (1:01.73) Karen Torrez (57.96) Aldo Castillo (54.40)           | 3:46.46 |      |
| 21        | 2        | 6      | Giordania          | Khader Baqlah (51.81) Mohammed Bedour (53.73) Rahaf Baqleh (1:02.21) Talita Baqlah (59.59)                 | 3:47.34 |      |
| 22        | 2        | 8      | Mozambico          | Denílson da Costa (55.03) Jannah Sonnenschein (1:00.94) Jessika Cossa (59.86) Igor Mogne (51.77)           | 3:47.60 |      |
| 23        | 4        | 3      | Macao              | Chao Man Hou (52.92) Long Chi Wai (1:01.63) Ngou Pok Man (53.28) Lei On Kei (1:00.97)                      | 3:48.80 |      |
| 24        | 2        | 3      | Kenya              | Emily Muteti (1:01.03) Hamdan Bayusuf (56.38) Talisa Lanoe (1:01.96) Issa Mohamed (53.49)                  | 3:52.86 |      |
| 25        | 3        | 6      | Armenia            | Vahan Mkhitaryan (53.85) Monika Vasilyan (1:03.33) Ani Poghosyan (1:01.29) Vladimir Mamikonyan (54.49)     | 3:52.96 |      |
| 26        | 3        | 9      | Mongolia           | Yesui Bayar (1:11.46) Batsaikhan Dulguun (55.65) Enkhkhuslen Batbayar (1:05.69) Delgerkhuu Myagmar (56.05) | 4:08.85 |      |
|           | 2        | 0      | Tagikistan         | Anastasiya Tyurina (59.88) Karina Klimyk (1:05.82) Olim Kurbanov (1:11.96) Ramziyor Khorkashov (DSQ)       |         | DSQ  |
|           | 4        | 0      | Papua Nuova Guinea | Ryan Pini (50.86) Tegan McCarthy (1:06.05) Barbara Vali-Skelton (1:04.02) Sam Seghers (DSQ)                |         | DSQ  |
|           | 1        | 3      | Albania            | |         | DNS  |
|           | 3        | 1      | Australia          | |         | DNS  |
|           | 3        | 7      | Messico            | |         | DNS  |

### Finale
| Posizione | Corsia | Nazione     | Atleti                                                                                                  | Tempo   | Note |
| --------- | ------ | ----------- | --- | ------- | ---- |
| 1         | 4      | Stati Uniti | Ryan Lochte (48.79) Nathan Adrian (47.29) Simone Manuel (53.66) Missy Franklin (53.31)                  | 3:23.05 | WR   |
| 2         | 2      | Paesi Bassi | Sebastiaan Verschuren (48.74) Joost Reijns (49.09) Ranomi Kromowidjojo (52.48) Femke Heemskerk (52.79)  | 3:23.10 |      |
| 3         | 1      | Canada      | Santo Condorelli (48.19) Yuri Kisil (48.25) Sandrine Mainville (53.60) Chantal van Landeghem (53.55)    | 3:23.59 |      |
| 4         | 5      | Russia      | Vladimir Morozov (48.27) Aleksandr Suchorukov (47.74) Veronika Popova (53.72) Nataliya Lovtsova (54.48) | 3:24.21 |      |
| 5         | 3      | Italia      | Marco Orsi (48.70) Filippo Magnini (48.19) Federica Pellegrini (54.26) Erika Ferraioli (54.11)          | 3:25.26 |      |
| 6         | 8      | Brasile     | Matheus Santana (48.96) Bruno Fratus (47.83) Larissa Oliveira (54.15) Daynara de Paula (54.64)          | 3:25.58 |      |
| 7         | 7      | Cina        | Yu Hexin (49.70) Lin Yongqing (49.06) Qiu Yuhan (53.83) Tang Yuting (54.35)                             | 3:26.94 |      |
| 8         | 6      | Svezia      | Christoffer Carlsen (50.03) Simon Sjödin (49.67) Michelle Coleman (53.41) Louise Hansson (53.98)        | 3:27.09 |      |